# Alois Schnabel
Alois Schnabel (* 27. Februar 1910 in Wien; † 20. September 1982) war ein österreichischer Feldhandballspieler.

## Biografie
Schnabel gehörte bei den Olympischen Sommerspielen 1936 in Berlin der österreichischen Handballauswahl an, die im Feldhandball die Silbermedaille gewann. Er wurde am Simmeringer Friedhof bestattet.
Er absolvierte drei Spiele, unter anderem das Finale.